# Tichet de creșă
Conform Legii nr. 193 din 17/05/2006 privind acordarea tichetelor de creșă (și cadou), publicate în Monitorul Oficial, Partea I nr. 446 din 23/05/2006, tichetele de creșă se acordă angajaților din cadrul societăților comerciale, regiilor autonome, societăților și companiilor naționale, instituțiilor din sectorul bugetar, unităților cooperatiste. De asemenea, persoanele fizice care încadrează personal pe bază de contract individual de muncă pot utiliza bilete de valoare sub forma tichetelor de creșă. Condiția este ca aceștia să nu beneficieze de concediul și de indemnizația acordate pentru creșterea copilului în vârstă de până la 2 ani, respectiv de până la 3 ani în cazul copilului cu handicap. 
Tichetele de creșă se acordă la cerere, unuia dintre părinți sau, opțional, tutorelui, celui căruia i s-au încredințat copii spre creștere și educare ori în plasament familial, pe baza livretului de familie. 
Suma individuală acordată pentru creșterea copilului până la împlinirea vârstei de 3 ani sub forma tichetelor de creșă se asigură integral din costuri de către angajator. 
Valoarea nominală a tichetelor de creșă, la data intrării în vigoare a prezentei legi, este în sumă de 300 lei (RON) pentru o lună, pentru fiecare copil aflat la creșă. Valoarea sumei lunare acordate sub formă de tichete de creșă, se indexează semestrial cu indicele inflației comunicat de Institutul Național de Statistică. Valoarea unui tichet de creșă este de 10 lei (RON) sau un multiplu de 10, dar nu mai mare de 50 lei (RON). La 1 septembrie 2007 valoarea sumei lunare pentru care se acordau tichete de creșă era de 320 RON.
Tichetele de creșă pot fi utilizate numai pentru achitarea taxelor la creșă unde este înscris copilul salariatului. 
Tichetele de creșă pot fi utilizate în relația cu creșele cu care unitățile emitente au contractat prestarea serviciilor respective. 
Se interzice acordarea unui rest de bani la tichetul cadou/tichetul de creșă. 
Sumele corespunzătoare tichetelor de creșă acordate de angajator, în limitele valorii nominale prevăzute mai sus, se încadrează în categoria cheltuielilor sociale deductibile limitate, în conformitate cu dispozițiile art. 21 alin. (3) lit. c) din Legea nr. 571/2003 privind Codul fiscal, cu modificările și completările ulterioare. 
Emiterea tichetelor de creșă se face de către unitățile autorizate de Ministerul Finanțelor Publice. 
Pentru a fi valabil, un tichet de creșă trebuie sa aibă înscris numărul sub care a fost înseriat de unitatea emitentă. De asemenea, este obligatoriu ca pe tichet să fie imprimate următoarele: 
- denumirea și sediul societății emitente;
- date care definesc angajatorul (denumire și sediu, numărul de înmatriculare la Oficiul Registrului Comerțului, cod fiscal);
- valoarea nominală a tichetului în cifre și litere;
- perioada de valabilitate;
- spațiul pentru înscrierea numelui și prenumelui salariatului îndreptățit să utilizeze tichetul de creșă;
- spațiul destinat înscrierii datei și aplicării ștampilei unității la care a fost utilizat tichetul cadou;
- interdicția de a se primi rest în bani la tichetul de creșă.

## Emitenți de tichete de creșă
- Accor Services (Ticket Creșa)
- Sodexo Pass (Primul Pass)
- Ascendi Inc (Tichet Creșă)
- BluTicket (Timișoara)
- Chèque Dèjeuner
- Euroticket Company (EuroBebe Ticket)
- RomTicket (Sibiu)

## Legislație tichete de creșă
- Legislație tichete de creșă Arhivat în 18 ianuarie 2008, la Wayback Machine.